# Miloslav Soušek
Miloslav Soušek (* 21. června 1961 Vysoké Mýto) je český politik, v letech 2006 až 2010 poslanec Poslanecké sněmovny PČR, v letech 2010 až 2014 starosta města Vysoké Mýto. Dříve byl členem ČSSD, později členem SPOZ (ve straně působil v letech 2014 až 2017 a opět 2020 až 2022 jako místopředseda).

## Vzdělání, profese a rodina
Po maturitě na SPŠE v Pardubicích absolvoval strojní fakultu ČVUT v Praze. Poté nastoupil do ČKD v Chocni, kde v letech 1993 - 1998 zastával funkci technického náměstka. Po šest let pracovně pobýval v Číně. Od roku 1998 se věnuje zahraničnímu obchodu se zaměřením na Mongolsko, Rusko a Čínu.
Je ženatý a má dceru.

## Politická kariéra
Ve volbách 2006 se stal za ČSSD členem dolní komory českého parlamentu (volební obvod Pardubický kraj). Působil v Zahraničním výboru sněmovny. Ve volbách roku 2010 svůj mandát neobhájil, když kandidoval až na 7. místě.
Ve volbách roku 2010 kandidoval do senátu za obvod č. 46 - Ústí nad Orlicí. Nebyl ale zvolen. Je aktivní v místní politice. V komunálních volbách roku 2006 neúspěšně kandidoval za ČSSD do zastupitelstva města Vysoké Mýto. Zvolen sem byl v komunálních volbách roku 2010. Profesně se k roku 2006 uváděl jako poslanec, následně roku 2010 coby OSVČ. Od 10. listopadu 2010 byl starostou Vysokého Mýta, když se mu navzdory prvotnímu očekávání podařilo vytvořit širší koalici bez účasti ODS.
Ve volbách do Poslanecké sněmovny PČR v roce 2013 kandidoval v Pardubickém kraji jako nestraník za SPOZ, Zemanovci ale nepřekročili pětiprocentní práh pro vstup do sněmovny.
V březnu 2014 se spolu s poslanci Stanislavem Berkovcem a Milanem Šarapatkou zúčastnil jako pozorovatel kontroverzního referenda o odtržení Krymu od Ukrajiny a jeho připojení k Rusku. Zprávu o jejich návštěvě ve volební místnosti ve městě Sudaku, ve které chválili průběh referenda, vydala agentura Krymskij vektor, sám Soušek do agenturní kamery řekl, že hlasovat „lidé chodí v klidu, jsou rádi a všechno je dobré“. Jejich cestu financovala organizace Euroasijská pozorovatelna demokracie a voleb. Dodatečně vyšlo najevo, že za ní stál belgický pravicový aktivista Luc Michel a že se zabývala nabízením monitoringu voleb nedemokratickým režimům. Žádný z českých účastníků si detailů financování nebyl údajně předem vědom, detaily o organizaci si prý nedohledal ani Soušek, který oslovil s nabídkou účasti i oba poslance. Proti účasti Souška při referendu a proti tomu, že jméno města Vysoké Mýto je spojováno s legitimizací referenda, se ve veřejném prohlášení vymezili někteří vysokomýtští zastupitelé, mj. poslanec Jiří Junek a radní Jiřina Šafrová. Ve městě následně vznikla i petice za jeho odstoupení. Soušek své jednání obhajoval na jednání zastupitelstva, kde ale k hlasování o jeho dalším působení ve funkci nedošlo a ke schválení usnesení, kterým by se zastupitelstvo od jeho cesty distancovalo, chyběl jeden hlas.
Na konci března 2014 byl zvolen na mimořádném sjezdu v Praze místopředsedou Strany Práv Občanů pro Čechy. Funkci zastával do února 2017. V komunálních volbách v roce 2014 obhájil post zastupitele města Vysoké Mýto, když vedl tamní kandidátku Strany Práv Občanů. Pozici starosty města však obhájit nedokázal.
Ve volbách do Poslanecké sněmovny PČR v roce 2017 byl lídrem Strany Práv Občanů v Pardubickém kraji, ale neuspěl. V komunálních volbách v roce 2018 opět obhájil post zastupitele města Vysoké Mýto, když jako člen SPOZ vedl kandidátku subjektu „Mejťáci“ (tj. SPOZ a ČSSD). Také ve volbách v roce 2022 byl zvolen zastupitele města, když jako člen SPOZ vedl kandidátku subjektu „Mejťáci“ (tj. SPOZ a nezávislí kandidáti). Na přelomu let 2022 a 2023 pak zanikla celá strana SPOZ a s tím i jeho funkce místopředsedy strany.